# 十二銀行
十二銀行（じゅうにぎんこう）は、明治期に石川県金沢町（現・金沢市）に国立銀行として設立され、その後富山市に本店を移転して、私立銀行に転換した北陸銀行の前身の一つである。
第十二国立銀行（だいじゅうにこくりつぎんこう）は金沢藩の士族らが中心になって設立したもので、1877年（明治10年）7月2日に設立認可されて、同年8月26日に開業した。
1884年（明治17年）1月4日に富山にあった資本金8万円の第百二十三国立銀行と合併し、本店を富山に置いて富山第十二国立銀行として営業することになった。
この合併により富山の売薬行商人や地主などが経営に加わることになって経営基盤が強化されると共に、富山と金沢の双方に営業基盤を持つことになった。
その後は北陸地方からの移住者が多かった北海道にも進出するなど、広域に展開する銀行として発展していった（現在の北陸銀行が北陸のみならず北海道も主要営業地域となっているのはこの名残である）。
1897年（明治30年）7月2日には営業満期国立銀行処分法により私立銀行として営業継続することになり、十二銀行と改称した。
第百二十三銀行国立銀行元副頭取の密田林蔵と取締役の中田清兵衛の2人が関わって1896年（明治29年）に設立した（初代）北陸商業銀行を1897年（明治30年）10月1日に合併して営業基盤の拡充を図った。
また、第百二十三銀行国立銀行元副頭取の密田林蔵と取締役の中田清兵衛の2人が関わって1892年（明治25年）10月18日に設立認可されて翌年1893年（明治26年）1月30日に開業した富山貯蓄銀行と、1893年（明治26年）6月22日に設立認可されて同月28日に開業した金沢貯蓄銀行の普通銀行業務を統合して1921年（大正10年）6月に設立された富山商業銀行を1928年（昭和3年）3月10日に合併するなど密田林蔵と中田清兵衛の2人が関与した銀行の統合が進められた
同じ1928年（昭和3年）8月に第九十一銀行を合併して福井県にも営業基盤を確立した。
1937年（昭和12年）には2月10日に井波銀行と滑川銀行、3月31日に神沢銀行、4月15日に荻生銀行を合併。
1938年（昭和13年）8月15日に坂海銀行を合併。
1939年（昭和14年）には7月1日に魚津銀行、12月11日に第四十七銀行を合併。
1941年（昭和16年）2月10日に水橋銀行を合併と、近隣の銀行を相次いで合併していった。
戦争遂行のための国策として「一県一行」の方針が採られたことから富山市を拠点としていた（2代目）富山銀行と高岡市を中心に営業していた高岡銀行、砺波市を中心に営業していた中越銀行と合併して北陸銀行となり、その歴史に終止符を打った。

## 沿革
- 1877年（明治10年）
  - 7月2日：設立認可[2]
  - 8月26日：開業[2]
- 1884年（明治17年）10月28日：第百二十三国立銀行と合併し、富山第十二国立銀行（本店：富山）となる[2]
- 1897年（明治30年）
  - 7月2日：営業満期国立銀行処分法により私立銀行の十二銀行と改称[2]
  - 10月1日：（初代）北陸商業銀行を合併[2]
- 1928年（昭和3年）
  - 3月10日：富山商業銀行を合併[2]
  - 8月：第九十一銀行を合併[2]
- 1937年（昭和12年）
  - 2月10日：井波銀行と滑川銀行を合併[2]
  - 3月31日：神沢銀行を合併[2]
  - 4月15日：荻生銀行を合併[2]
- 1938年（昭和13年）8月15日：坂海銀行を合併[2]
- 1939年（昭和14年）
  - 7月1日：魚津銀行を合併[2]
  - 12月11日：第四十七銀行を合併[2]
- 1941年（昭和16年）2月10日：水橋銀行を合併[2]
- 1943年（昭和18年）
  - 7月27日：中越銀行と高岡銀行、（2代目）富山銀行との4行により新設合併する北陸銀行の設立総会を開催[2]
  - 7月31日：北陸銀行が開業[2]